# Zilda Paim

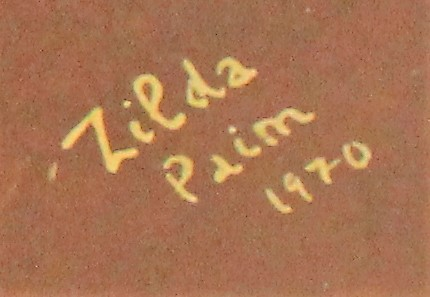
Firma di Zilda Paim

Zilda Paim (Santo Amaro da Purificação, 3 agosto 1919 – Salvador, 22 aprile 2013) è stata una scrittrice, insegnante e pittrice brasiliana.

## Biografia
È ricordata principalmente per il suo lavoro nel campo delle tradizioni folcloristiche e popolari brasiliane, e in particolare per lo studio e la diffusione del Maculelê e della Capoeira.
Dipinse oltre 200 quadri, tra tele e tavole ("Non sono andata all'Università, non ho frequentato l'Accademia di Belle Arti, ma un giorno ho capito che dovevo dipingere". )
Zilda Paim morì all'ospedale portoghese di Salvador di Bahia all'età di 93 anni, dove si trovava ricoverata da circa un mese.

## Opere

### Studi folcloristici
- PAIM, Zilda. Relicário Popular. Secretaria da Cultura e Turismo. Salvador: Empresa Gráfica da Bahia, 1999. ISBN 85-86485-78-0
- PAIM, Zilda. Isto é Santo Amaro. Salvador: Academia de Letras, 2005.